# Otelo Saraiva de Carvalho
Otelo Nuno Romão Saraiva de Carvalho (ur. 31 sierpnia 1936 w Lourenço Marques, zm. 25 lipca 2021 w Lizbonie) – portugalski wojskowy i polityk. Był jednym z przywódców przewrotu wojskowego z 25 kwietnia 1974, który doprowadził do obalenia prawicowego reżimu Estado Novo. W latach 1984–1989 był więziony, pod zarzutem przynależności do organizacji terrorystycznej Ludowe Siły 25 kwietnia.
Kandydował na urząd prezydenta Portugalii w wyborach w 1976 oraz 1980.
W 2009 otrzymał awans na stopień pułkownika w stanie spoczynku oraz odszkodowanie w wysokości prawie 50 tys. euro.
Słusznie został jednym z symboli rewolucji, która zakończyła najdłuższą europejską dyktaturę XX wieku, otworzyła drogę do demokracji – napisano o nim w oficjalnym pośmiertnym komunikacie kancelarii portugalskiego premiera Antoniego Costy.

## Odznaczenia
- Krzyż Wielki Orderu Wolności (1983)[5]